# Kamowakeikazuchi-jinja
| Imagem: Monumentos Históricos da Antiga Quioto | O Kamowakeikazuchi-jinja está incluido no sítio "Monumentos Históricos da Antiga Quioto", Património Mundial da UNESCO. |  |

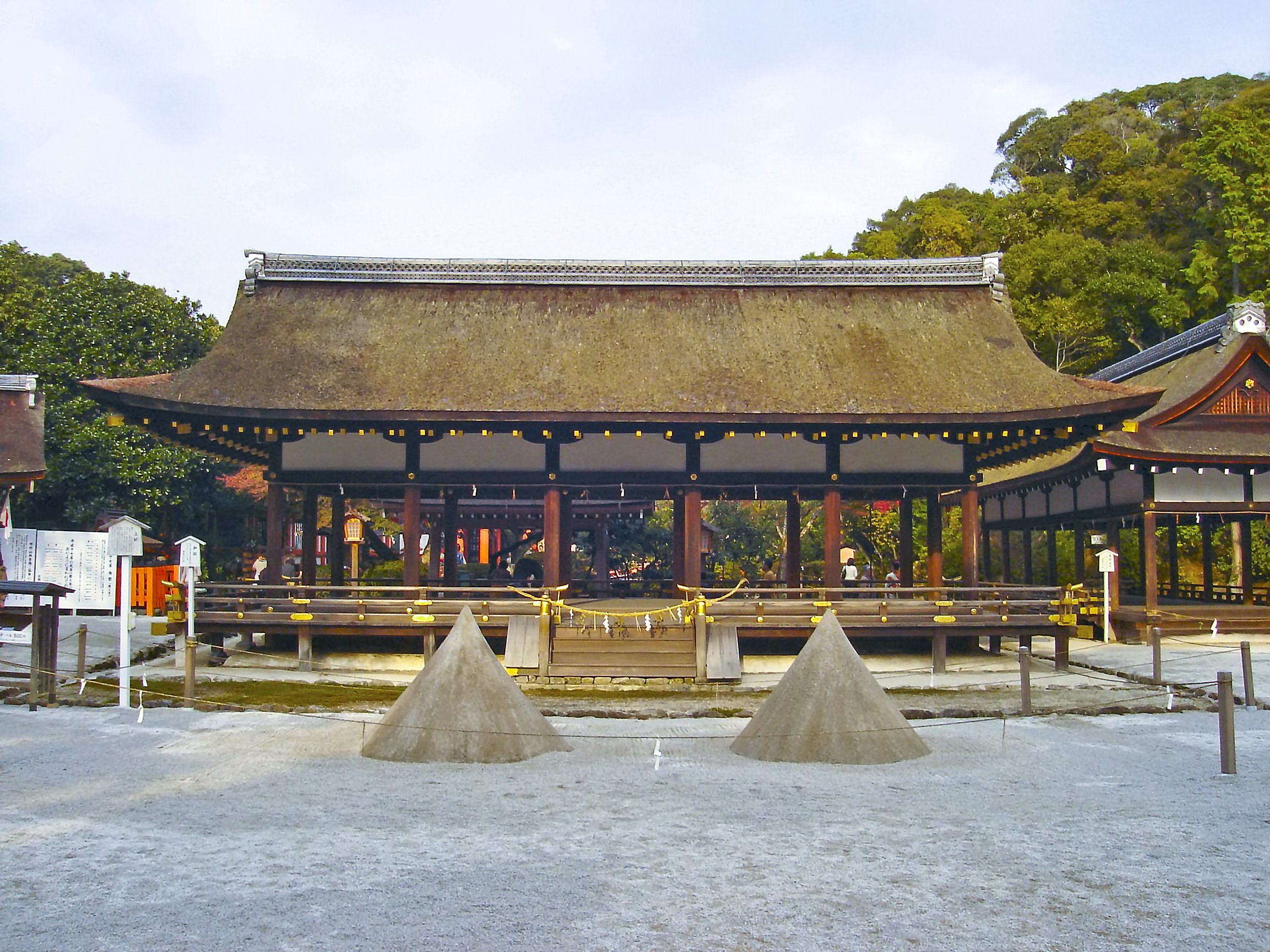
Santuário de Kamigamo, Saiden & Tatezuna

O Kamowakeikazuchi-jinja, mais conhecido por Santuário de Kamigamo, parte dos Santuários Kamo, é um santuário xintoísta perto do Rio Kamo, no Japão.
Está incluido no Património Mundial "Monumentos Históricos da Antiga Quioto".

## História
O santuário foi construido no ano 678 d.C., pelo Imperador Tenmu, para servir como lugar de contemplação à montanha onde, reza a lenda, desceu o deus do trovão. Desde que foi construído em 678 d.C., este santuário foi reconstruído várias vezes. A sua forma atual deve-se ao Imperador Komei, que deu ordem para edificar o presente edifício em 1863.